# Gieorgij Utiechin
Gieorgij Walentinowicz Utiechin (ros. Гео́ргий Валенти́нович Уте́хин, ur. 1906 w Petersburgu, zm. 19 września 1987 w Moskwie) – funkcjonariusz radzieckich służb specjalnych, generał major bezpieczeństwa państwowego.

## Życiorys
Od lutego 1925 kandydat na członka, a od września 1929 członek WKP(b), w kwietniu 1930 skończył technikum w Leningradzie. Od września 1933 pracownik Wydziału Specjalnego Pełnomocnego Przedstawicielstwa OGPU Leningradzkiego Okręgu Wojskowego, od lipca 1934 do stycznia 1937 pracownik Zarządu NKWD obwodu leningradzkiego, od 23 marca 1936 sierżant bezpieczeństwa państwowego, od 1937 pomocnik szefa oddziału Wydziału 3 Zarządu Bezpieczeństwa Pańsstwowego (UGB) Zarządu NKWD obwodu leningradzkiego, 28 kwietnia 1937 mianowany młodszym porucznikiem, a 27 kwietnia 1939 starszym porucznikiem bezpieczeństwa państwowego. Od grudnia 1940 do 1941 szef Wydziału Ekonomicznego Zarządu NKWD obwodu leningradzkiego, od marca do lipca 1941 szef Wydziału Kontrwywiadowczego Zarządu NKGB obwodu leningradzkiego, od lipca 1941 do 14 stycznia 1943 szef Wydziału Specjalnego NKWD 23 Armii Frontu Leningradzkiego, 23 sierpnia 1941 awansowany na majora bezpieczeństwa państwowego. Od 14 stycznia do 10 kwietnia 1943 szef Wydziału Specjalnego NKWD 2 Gwardyjskiej Armii Pancernej Frontu Południowego, 14 lutego 1943 awansowany na pułkownika bezpieczeństwa państwowego, od 29 kwietnia do 23 września 1943 szef Wydziału 3 Głównego Zarządu Kontrwywiadu (GUKR) Smiersz, od 23 września 1943 do 27 maja 1946 szef Wydziału 4 GUKR Smiersz, 2 listopada 1944 mianowany generałem majorem. Od 4 czerwca 1946 do 27 października 1949 zastępca szefa 2 Głównego Zarządu MGB ZSRR, od 27 października 1949 do 21 września 1951 szef Zarządu 1 MGB ZSRR, od 31 grudnia 1950 do 20 września 1951 członek Kolegium MGB ZSRR, od 21 września do 29 października 1951 szef Wydziału "2-B" 2 Głównego Zarządu MGB ZSRR.
29 października 1951 aresztowany, 21 marca 1953 zwolniony z aresztu, zrehabilitowany, od 24 marca do 20 sierpnia 1953 szef Wydziału 1 i zastępca dyrektora Instytutu Geofizyki Doświadczalnej w Moskwie.

## Odznaczenia
- Order Czerwonego Sztandaru (dwukrotnie - 10 lutego 1943 i 31 lipca 1944)
- Order Kutuzowa II klasy (13 września 1945)
- Order Wojny Ojczyźnianej I klasy (trzykrotnie - 28 października 1943, 25 marca 1945 i 11 marca 1985)
- Order Czerwonej Gwiazdy (25 lipca 1949)
- Odznaka "Honorowy Funkcjonariusz Czeki/GPU (XV)" (25 sierpnia 1937)
- Odznaka "50 Lat Członkostwa w KPZR"

I 14 medali.